# Gärdsmygssångare
Gärdsmygssångare (Calamonastes) är ett släkte i familjen cistikolor inom ordningen tättingar. Släktet omfattar tre till fyra arter som förekommer i Afrika söder om Sahara:
- Miombogärdsmygssångare (C. undosus)
- Zambezigärdsmygssångare (C. stierlingi)
- Grå gärdsmygssångare (C. simplex)
- Kalaharigärdsmygssångare (C. fasciolatus)